# Valverde (provins)
Valverde är en provins i nordvästra Dominikanska republiken, med cirka 184 000 invånare. Den administrativa huvudorten är Mao.

## Administrativ indelning
Provinsen är indelad i tre kommuner:
- Esperanza, Laguna Salada, Mao